# Cistus inflatus
Cistus inflatus är en solvändeväxtart som beskrevs av Pierre André Pourret de Figeac och J.-p. Denzoly. Cistus inflatus ingår i släktet Cistus och familjen solvändeväxter. Inga underarter finns listade i Catalogue of Life.